# Jan Blahoslav Horký
Jan Blahoslav Horký (10. srpna 1923 Džbánov – 25. července 1995) byl český protestantský teolog, syn Bedřicha Horkého. Od 1. září 1942 do konce června 1945 působil coby diakon ve sboru Českobratrské církve evangelické ve Vysokém Mýtě. Následně od 1. července 1945 až do 31. října 1949 studoval bohosloví. Po jeho dokončení a ordinaci, která se uskutečnila 30. října 1949, se od 1. listopadu 1949 stal vikářem v libeňském sboru této církve. Počínaje 1. říjnem 1951 se stal vikářem a od 24. května 1953 farářem v tehdy nově ustaveném sboru v Praze–Kobylisích. Zde setrval až do konce letních prázdnin následujícího roku a od 1. září 1954 do konce roku 1956 se stal členem armádního uměleckého souboru. Počínaje 1. lednem 1957 až do 31. srpna 1968 byl farářem sboru v Proseči, odkud k 1. září toho roku odešel do sboru v Kroměříži. V tomto sboru zůstal až do 31. července 1992 a od 1. srpna 1993 odešel do starobního důchodu.